# 宋海艇
宋海艇（1892年12月18日—1984年10月19日），名涛，字海艇。山东省莱阳县水口村人，中国共产党早期人物。

## 生平
读私塾十二年，后又在莱阳县立高级小学、科学补习班、莱阳中学、掖县省立九中读书。1918年，辞去淳于小学教员的职务，考入山东省青州甲种农业学校。1922年，考入济南山东农业专科学校。1925年，经吴晓初介绍加入中国共产党，同年11月返回莱阳县万第镇，在万第小学开展中共地下工作，发展宋海秋、宋云程、梁逵卿、宋续唐、孙亭午、于冠三、赵百原、官寅卿为中共党员。并在两年时间内，成立胶东抗粮军。1927年春，山东督军张宗昌下令通缉宋海艇。宋海艇遂离开莱阳，转移到牟平、烟台一带隐蔽活动；1938年3月，参加长清大丰山游击队。1939年1月，受伤。1946年，转做农林工作。1956年6月，退休。1984年10月19日去世。